# NGC 6997
NGC 6997 ist ein offener Sternhaufen vom Trumpler-Typ III2p im Sternbild Schwan.
Entdeckt wurde das Objekt am 24. Oktober 1786 von Wilhelm Herschel.